# محمدحسین چهرگانی انزایی
محمدحسین چهرگانی انزابی متولد ۱۲۹۹ در منطقه انزاب از توابع تبریز است.او تحصیلات حوزوی داشته و در سال ۱۳۷۸ در تبریز درگذشت.پدر او مرتضی جهرگانی انزابی از مراجع تبریز بود.همچنین برادرش عبدالحسین غروری نماینده اولین دوره مجلس خبرگان رهبری از آذربایجان شرقی بود.
او نماینده حوزه انتخابیه تبریز در مجالس اول تا سوم مجلس شورای اسلامی است.
وی ریاست سنی مجلس شورای اسلامی در دوره سوم را بر عهده داشت.